# Callambulyx indochinensis
Callambulyx indochinensis är en fjärilsart som beskrevs av Clark 1936. Callambulyx indochinensis ingår i släktet Callambulyx och familjen svärmare. Inga underarter finns listade i Catalogue of Life.